# Нуриев, Олег Разитович
Оле́г Рази́тович Нури́ев (род. 27 апреля 1968, Армянск) — российский тренер по боксу. В течение многих лет работал тренером в городе Находка, воспитал плеяду титулованных спортсменов, в том числе его ученицей является заслуженный мастер спорта Мария Яворская, победительница и призёрка чемпионатов Европы и мира, восьмикратная чемпионка России. Заслуженный тренер России (2008). Также известен как общественный деятель и политик, с 2012 года — депутат Думы Находкинского городского округа от партии «Единая Россия».

## Биография
Олег Нуриев родился 27 апреля 1968 года в городе Армянске Крымской области. В возрасте четырнадцати лет вместе с матерью переехал на постоянное жительство в Магадан, окончил магаданский политехнический техникум.
С юных лет увлекался спортом, играл в футбол и хоккей, но в конечном счёте сделал выбор в пользу бокса. В своё время был довольно успешным боксёром, становился бронзовым призёром первенства страны, выполнил норматив мастера спорта СССР. Являлся спарринг-партнёром знаменитого Кости Цзю, когда тот готовился к Олимпийским играм в Сеуле.
С 1993 года постоянно проживает в городе Находка, выпускник находкинского филиала Дальневосточного федерального университета, где обучался по специальности «государственное муниципальное управление».
После завершения спортивной карьеры занимался тренерской деятельностью, работал в секции бокса находкинской Детско-юношеской спортивной школы «Водник» — первое время был помощником местного тренера Олега Титова, позже в здании ГПТУ № 31 открыл собственный боксёрский зал. Среди его учеников призёры и победители всероссийских первенств Евгений Волвенкин, Александр Украинец, Евгений Телин и др. Самая известная его воспитанница — заслуженный мастер спорта Мария Яворская, победительница и призёрка чемпионатов Европы и мира, восьмикратная чемпионка России. За подготовку Яворской в 2008 году Олег Нуриев был удостоен почётного звания «Заслуженный тренер России» (первый заслуженный тренер в истории Находки).
В конце 2000-х годов по финансовым соображениям стал отходить от тренерской работы и всё больше посвящал себя бизнесу. Занимал должность заместителя директора в коммерческой компании, занимавшейся строительством заводов.
В 2012 году избран депутатом Думы Находкинского городского округа. Член партии «Единая Россия».
Учредитель и генеральный директор общественной организации «Центр содействия развитию молодёжного спорта». Ныне в спортивном комплексе «Портовик» в Находке действует Школа бокса Олега Нуриева.
Женат, есть двое детей: дочь Кристина и сын Роман.